# Кузьмин-Караваев, Николай Николаевич
Николай Николаевич Кузьмин-Караваев (6 декабря 1820 — 22 декабря 1882, Санкт-Петербург) — контр-адмирал, участник Синопского сражения и обороны Севастополя.

## Биография
Сын поручика Николая Константиновича Кузьмина-Караваева (1788—1856) и Варвары Алексеевны Травиной, брат генерал-лейтенанта Д. Н. Кузьмина-Караваева и контр-адмирала Т. Н. Кузьмина-Караваева.
18 августа 1835 поступил в Морской кадетский корпус. 4 марта 1838 произведен в гардемарины, 21 декабря 1839 в мичманы на Черноморский флот. 15 апреля 1845 произведен в лейтенанты. В 1840—1853 на различных кораблях участвовал в черноморских плаваниях, в том числе в крейсировании вдоль берегов Абхазии для пресечения морской контрабанды оружия. 
В 1852—1853 на пароходе «Грозный» ходил из Одессы через проливы к Архипелагу. 
В 1853 крейсировал на линейном корабле «Париж» у восточного побережья Черного моря, затем на пароходофрегате «Одесса» между Севастополем и Новороссийском, после чего принял участие в Синопском сражении. Был представлен адмиралом П. С. Нахимовым к ордену Святого Владимира 4-й степени, в представлении было указано:
«Старший офицер на пароходе. За храбрость и быструю распорядительность во время действий этого парохода». 
В 1854 на «Одессе» находился на рейде Севастополя, 6 декабря произведен в капитан-лейтенанты. 
С 13 сентября 1854 по 18 августа 1855 состоял в гарнизоне Севастополя на приморской батарее № 13; 5 октября был ранен пулей в затылок и ракетой в спину, голову и обе руки. Награждён золотой полусаблей «За храбрость» и орденом Святого Георгия 4-го класса. 
По словам внучатого племянника, ротмистра Д. Д. Кузьмина-Караваева, за время обороны Николай Кузьмин-Караваев получил 11 ранений, в том числе несколько тяжелых в голову, но всякий раз возвращался на батарею.
По окончании Крымской войны участвовал в военных действиях на Кавказе. 
28 декабря 1859 зачислен по резервному флоту, в 1863 переведен на действительную службу на Балтийский флот. 
1 января 1864 произведен в капитаны 2-го ранга, пожалован крестом «За службу на Кавказе». 
1 января 1868 произведен в капитаны 1-го ранга, 1 января 1878 — в контр-адмиралы.
С 14 апреля 1878 состоял при управляющем морским министерством.

## Награды
- орден Святого Владимира 4-й ст. с бантом (1854)
- золотое оружие «За храбрость»
- орден Святого Георгия 4-го класса № 10023 (21.12.1856)
- крест «За службу на Кавказе» (1864)
- орден Святого Станислава 2-й ст. (1868)
- орден Святой Анны 2-й ст. (1875)
- орден Святого Владимира 3-й ст. (1882)